# Marco Valerio Juniano
Marco Valerio Juniano (en latín: Marcus Valerius Iunianus) fue un senador romano, que vivió en el siglo II, y desarrolló su cursus honorum bajo los reinados de Adriano, Antonino Pío, y Marco Aurelio. 

## Carrera política
Juniano era miembro del colegio sacerdotal de los hermanos Arvales. Por un diploma militar, fechado el 7 de agosto del año 143, se prueba que fue cónsul sufecto ese año junto con Quinto Junio Calamo. Los dos presuntamente asumieron el cargo el 1 de julio de ese mismo año.